# Partido Nacional Campesino Cristiano Demócrata
El Partidul Național Țărănesc Creștin Democrat ("Partido Nacional Campesino Cristiano Demócrata") es un partido político rumano demócrata cristiano. Es el sucesor del Partido Nacional Campesino (que, a su vez, fue el sucesor del Partido Nacional Rumano de Transilvania y el Partido Campesino).

## Resultados
| Election | Cámara de Diputados         | Cámara de Diputados | Cámara de Diputados | Senado                      | Senado | Senado   | Posición | Estado             |
| Election | Votos                       | %                   | Asientos            | Votos                       | %      | Asientos | Posición | Estado             |
| -------- | --------------------------- | ------------------- | ------------------- | --------------------------- | ------ | -------- | -------- | ------------------ |
| 1990     | 351.357                     | 2,56                | 12/395              | 348.637                     | 2,50   | 1/119    | 5º       | Oposición          |
| 1992a    | 2.170.289                   | 20,05               | 41/341              | 2.204.025                   | 20,19  | 21/143   | 2º       | Oposición          |
| 1996a    | 3.692.321                   | 30,17               | 81/341              | 3.772.084                   | 30,70  | 25/143   | 1º       | Coalición          |
| 2000a    | 546.135                     | 5,04                | 0/345               | 575.706                     | 5,29   | 0/140    | 6º       | Extraparlamentario |
| 2004     | 188.268                     | 1,85                | 0/332               | 196.027                     | 1,91   | 0/137    | 6º       | Extraparlamentario |
| 2008     | Dentro de las listas de PNL |                     | 0/334               | Dentro de las listas de PNL |        | 1/137    | 3º       | Oposición          |
| 2012b    | 1.223.189                   | 16,51               | 1/412               | 1.239.318                   | 16,71  | 1/176    | 2º       | Oposición          |

a Dentro de la Convención Democrática Rumana (CDR).
b Dentro de la Alianza para la Justicia de Rumanía.

## Miembros
En la siguiente lista se muestran algunos de sus miembros más destacados:
- Corneliu Coposu
- Ion Diaconescu
- Ion Puiu
- Constantin Ticu Dumitrescu
- Ioan Alexandru
- Ion Raţiu
- Gabriel Țepelea
- Ion Caramitru
- Victor Ciorbea
- Gheorghe Ciuhandu
- Vasile Lupu
- Marian Petre Miluț
- Ioan Avram Mureşan
- Şerban Rădulescu
- Radu Sârbu
- Radu Vasile
- Aurelian Pavelescu
- Leonida Lari
- Marian Munteanu
- Mircea Ciumara